# Лазаренко, Наталия Иоасафовна
Наталия Иоасафовна Лазаре́нко (урожд. Толчина; 8 (21) мая 1911—1997) — советский учёный, лауреат Сталинской премии третьей степени. Наряду с Лазаренко Б. Р. автор ряда предвоенных и послевоенных работ по обработки металлических заготовок с помощью электроэрозии.

## Биография
Окончила Московскую школу № 28 (с химическим уклоном) и в 1936 году — химический факультет Московского государственного университета.
Работала в Центральной элементной лаборатории Всесоюзного электротехнического института (ВЭИ), (1936—1943, с 1941 года — в эвакуации в Свердловске), в НИИ Министерства электропромышленности СССР (1943—1948) и в Центральной научно-исследовательской лаборатории электрической обработки материалов (с 1948).
Вышла замуж за бывшего однокурсника — инженера лаборатории магнитных, полупроводниковых и контактных материалов Бориса Лазаренко. Они вместе решали научную задачу: найти сплав, который способен противостоять искровому воздействию в цепи, содержащей индуктивность.
В 1943 году супруги Лазаренко предложили использовать электроэрозионные свойства разрядов в воздушном промежутке для формообразования — электроискровой (электроэрозионный) метод обработки. На изобретение получены авторское свидетельство, патенты Франции, Великобритании, Швейцарии и Швеции. 
С 1961 года — научный сотрудник Института прикладной физики Академии наук Молдавской ССР, директором которого был её муж.
В 1964 году присуждена учёная степень кандидата технических наук за защиту диссертации в форме доклада по теме «Способ изготовления матриц и пуансонов (электроискровой)».

## Признание
- Сталинская премия третьей степени (1946) — за изобретение электроискрового способа обработки металлов

## Основные работы
- Лазаренко Б. Р., Лазаренко Н. И. Электрическая эрозия металлов. [Вып. 1.] — М.; Л.: Госэнергоиздат, 1944. — 28 с.
- Лазаренко Б. Р., Лазаренко Н. И. Электрическая эрозия металлов. Вып. 2. — М.; Л.: Госэнергоиздат, 1946. — 32 с.
- Лазаренко Б. Р., Лазаренко Н. И. Физика искрового способа обработки металлов. Под ред. Б. Н. Кабанова. — М.: Ред. и тип. ЦБТИ, 1946. — 76 с.
- Лазаренко Б. Р., Лазаренко Н. И. Электроискровая обработка металлов. — М.: Госэнергоиздат, 1950. — 120 с.
- Лазаренко Н. И. Установка типа УПР-3 м для электроискрового упрочнения металлических поверхностей. — М., 1956. — 13 с.
- Лазаренко Н. И., Золотых Б. Н., Митропольский В. С. Электроискровая установка «УПР-3М» для упрочнения металлических поверхностей. Техническое описание. — Люблино, 1956. — 46 с.
- Лазаренко Н. И. Изменение исходных свойств поверхности катода под действием искровых электрических импульсов, протекающих в газовой среде // В сб.: Электроискровая обработка металлов. — М.: Изд-во АН СССР, 1957. — С. 70—94.
- Лазаренко Б. Р., Лазаренко Н. И. Электроискровая обработка токопроводящих материалов. — М.: Изд-во АН СССР, 1958. — 184 с.
- Лазаренко Н. И. Технологический процесс изменения исходных свойств металлических поверхностей электрическими импульсами. // В сб.: Электроискровая обработка металлов. — М.: Изд-во АН СССР, 1960. — С. 26—66.
- Лазаренко Н. И. Электроискровое легирование металлических поверхностей. Учебное пособие. — М.: Машиностроение, 1976. — 47 с.